# 杨卡·库巴拉
杨卡·库巴拉（1882年7月7日—1942年6月28日），笔名Ivan Daminikavich Lutsevich，白俄罗斯诗人和作家。库巴拉被认为是20世纪最伟大的白俄罗斯语作家之一。